# Branden Nadon
Branden Nadon (Calgary, 1986) è un attore canadese, noto soprattutto per aver recitato nel film Jet Boy.

## Biografia
Branden Nadon è nato a Calgary, ma si è trasferito a Kelowna quando era molto giovane.
Dopo aver lavorato come modello, iniziò a comparire in alcuni spot commerciali.
Nel 2001 ha recitato nel suo primo ruolo da protagonista nel film Jet Boy, nel quale interpretava il ruolo di Nathan, un tredicenne costretto a darsi alla prostituzione minorile.
Nadon ha inoltre recitato nella serie Mentors e nel film Agente Cody Banks.
Dopo aver recitato in un episodio della serie Masters of Horror, Nadon si è preso una pausa come attore ed è andato a lavorare con il padre. Tuttavia nel 2010 è tornato a Vancouver per lavorare come stuntman.

## Filmografia

### Cinema
- Jet Boy, regia di Dave Schultz (2001)
- Agente Cody Banks (Agent Cody Banks), regia di Harald Zwart (2003)

### Televisione
- Mentors - serie TV (2002)
- Los Luchadores – serie TV, 1 episodio (2001)
- Living with the Dead, regia di Stephen Gyllenhaal – film TV (2002)
- Taken, regia di vari registi – miniserie TV, 1 episodio (2002)
- Masters of Horror – serie TV, 1 episodio (2006)
- Hellcats – serie TV, 1 episodio (2010)
- Fringe – serie TV, 1 episodio (2011)